# T. Max Graham
Neil Graham Moran, né le 2 septembre 1941 et mort le 27 octobre 2011, connu professionnellement sous le nom de T. Max Graham, est un acteur américain. Il a joué le rôle du propriétaire de l'usine de crayons dans le film Eraserhead de David Lynch.

## Filmographie sélective
- 1970 : Angel Unchained de Lee Madden : un magicien
- 1977 : Eraserhead de David Lynch : le propriétaire de l'usine de crayons
- 1980 : Gypsy Angels : le sergent
- 1983 : L'Arnaque 2 (The Sting II) de Jeremy Kagan : Tom (le barman)
- 1988 : Kansas de David Stevens : M. Kennedy
- 1992 : The Burden of Proof de Mike Robe: le lieutenant Ray Radczyk
- 1992 : Article 99 de Howard Deutch : capitaine
- 1993 : Harcèlement fatal (I Can Make You Love Me) de Michael Switzer : capitaine Olson
- 1994 : Dark Summer : Chronométreur / Seconds / Arbitres
- 1995 : My Antonia de Joseph Sargent : M. Harling
- 1999 : Chevauchée avec le diable (Ride with the Devil) d'Ang Lee : Révérend Wright
- 2002 : More Than Puppy Love : Entraîneur d'athlétisme
- 2002 : Silence : Sheriff du comté
- 2008 : Bunker Hill de Kevin Willmott : le maire Tompkins
- 2008 : Bonnie & Clyde vs. Dracula : Jake
- 2009 : The Only Good Indian de Kevin Willmott : Finkle